# Decision in the Desert
Decision in the Desert est un jeu vidéo de type wargame créé par Sid Meier et Ed Bever et publié par MicroProse en 1985 sur Apple II,Atari 8-bit Commodore 64 et IBM PC. Le jeu est le deuxième volet de la série de wargames Command de MicroProse après Crusade in Europe. Il propose cinq scénarios qui simulent cinq batailles de la guerre du Désert de la Seconde Guerre mondiale : l’opération Compass, l’opération Crusader, la bataille de Gazala et la première et la deuxième bataille d'El Alamein. Comme son prédécesseur, le jeu se déroule en temps réel. L’action se déroule donc en continue et n’est pas interrompue par des tours ou des phases de jeu.

## Système de jeu
Decision in the Desert est un wargame qui simule, au niveau opérationnel, cinq batailles de la guerre du Désert qui oppose les britanniques aux forces italiennes et allemandes en Afrique du Nord pendant la Seconde Guerre mondiale. Le jeu propose cinq scénarios. Le premier retrace l’opération Compass qui se déroule entre décembre 1940 et février 1941 et qui marque la première victoire des britanniques sur les armées italiennes à Sidi Barrani. Le deuxième simule l’opération Crusader lors de laquelle les britanniques parviennent à forcer les allemands commandés par Erwin Rommel à abandonner le siège de Tobrouk fin 1941. Le troisième retrace la bataille de Gazala qui marque la dernière victoire allemande en Afrique du Nord. Les deux derniers scénarios simulent respectivement la première et la deuxième bataille d'El Alamein lors desquels les allemands tentent de repousser les britanniques au-delà du Nil. Dans chaque scénario, le joueur peut affronter l’ordinateur ou un autre joueur. L’ordinateur peut jouer n’importe lequel des deux camps et il est possible de changer de camp au milieu d’une partie,. La plupart des scénarios proposent par ailleurs plusieurs variantes qui permettent de les rejouer dans des conditions différentes. Ces variantes peuvent par exemple changer la position initiales des troupes ou améliorer les conditions d’approvisionnements d’un des camps.
Comme son prédécesseur, le jeu se déroule en temps réel plutôt qu’au tour par tour. L’action des scénarios est ainsi continue et n’est pas interrompue par des tours ou des phases de jeu. Le joueur peut ainsi donner des ordres à ses troupes à tout moment et l’ordinateur actualise les conditions et les positions des unités à intervalle régulier,. Si nécessaire, le joueur peut néanmoins ralentir le cours du jeu ou le mettre en pause
. Le joueur dirige ses unités à l’aide du joystick ou du clavier. Chaque unité possède un certain degré d’autonomie qui lui permet de choisir la formation à adopter et la route à parcourir pour atteindre la destination choisie par le joueur. Le joueur peut par ailleurs autoriser ses unités à choisir leur cible ou une zone à défendre. Chaque scénario prend place sur une carte stratégique, représentant la totalité du champ de bataille. Seule une portion de celle-ci est affichée à l’écran et le joueur peut la faire défiler pour en visualiser les autres portions